# سمامة داكنة الأرداف
سمامة داكنة الأرداف (الاسم العلمي: Apus acuticauda) هو نوع من جنس سمامة.